# 尚質王
尚質王（しょうしつおう、1629年10月1日（崇禎2年8月15日） - 1668年12月20日（康熙7年11月17日））は、琉球王国第二尚氏王統の第10代国王（在位1648年 - 1668年）。第8代国王尚豊王の子で、第9代国王尚賢王の弟。
童名は思徳金（うみとくがね）、尚豊王の四男として生まれる。一時、尚豊王の弟の尚享（尚久の七男、護得久御殿二世）の養子になっていたが、兄の尚賢王の遺命により中城王子（世子）となり、尚賢王の薨去後即位した。養父の尚享は、尚質王の摂政（1654年 - 1666年）を務めた。
羽地朝秀を摂政とし、多くの改革を行なった。また、羽地朝秀は尚質王の代に琉球最古の歴史書である「中山世鑑」を編集している。

## 家族
- 父 - 尚豊王
- 母 - 西之按司加那志
- 妃 - 美里按司加那志：童名・真松金、号・栢窓。1629年4月23日（崇禎2年4月1日） - 1700年2月9日（康熙38年12月21日）。父は羽地御殿五世羽地王子朝泰。
- 夫人 - 真南風按司加那志：童名・思戸金、号・本空。1630年12月8日（崇禎3年11月5日） - 1702年1月4日（康熙40年12月7日）。父は東氏知念殿内四世知念親方正貞。
- 妻
  - 安谷屋阿護母志良礼：童名・思戸金、号・本光。1629年10月1日（崇禎2年8月15日） - 1672年11月28日（康熙11年10月10日）。父は章氏喜友名家一世島袋親雲上正次。
  - 宮城阿護母志良礼：童名・真鍋樽金、号・恵室。1631年10月16日（崇禎4年9月21日） - 1698年12月21日（康熙37年11月20日）。父は駱氏比嘉家一世玉城筑登之親雲上春紀。
  - 諸見里阿護母志良礼：童名・真牛金、号・月嶺。1634年3月7日（崇禎7年2月8日） - 1669年7月1日（康熙8年6月4日）。父は嘉手苅村の石川筑登之親雲上。
- 子女
  - 長男 - 尚貞、中城王子朝周：後即位す。母は妃。
  - 次男 - 尚弘毅、大里王子朝亮：母は妃。童名・真山登金、号・寂然。1647年4月9日（順治4年3月5日） - 1687年1月26日（康熙25年12月13日）。摩文仁御殿一世。
  - 三男 - 尚弘仁、名護王子朝元：母は妃。童名・真三郎金、号・尚明。1650年6月9日（順治7年5月11日） - 1682年9月23日（康熙21年8月22日）。名護御殿一世。
  - 四男 - 尚弘才、北谷王子朝愛：母は本空。童名・真蒲戸金、号・義山。1650年6月11日（順治7年5月13日） - 1719年12月11日（康熙58年11月1日）。大村御殿一世。
  - 五男 - 尚弘徳、東風平王子朝春：母は恵室。童名・思徳金。1653年1月14日（順治9年12月15日） - 1701年12月9日（康熙40年11月10日）。勝連御殿一世。
  - 六男 - 尚弘信、本部王子朝平：母は本光。童名・思松金、号・原静。1655年6月22日（順治12年5月19日） - 1687年10月3日（康熙26年8月27日）。本部御殿一世。
  - 七男 - 尚弘善、宜野湾王子朝義：母は本光。童名・真境樽金、号・淑行。1658年6月3日（順治15年5月3日） - 1694年6月1日（康熙33年5月9日）。与那城御殿一世。
  - 長女 - 安谷屋翁主：母は妃。童名・思乙金、号・玉蓮。生日不伝 - 1675年6月19日（康熙14年5月26日）。向氏阿波根殿内二世玉城按司朝智に嫁ぐ。
  - 次女 - 諸見里翁主：母は月嶺。童名・思武樽金、号・寛養。1652年1月15日（順治8年12月5日） - 1717年10月16日（康熙56年9月12日）。毛氏美里殿内六世嵩原親方安依に嫁ぐ。
  - 三女 - 与那嶺翁主：母は本光。童名・真鶴金、号・梅月。1653年9月27日（順治10年8月6日） - 1728年1月11日（雍正5年12月1日）。高嶺御殿二世浦添按司朝式に嫁ぐ。
  - 四女 - 大嶺翁主：母は本空。童名・真世仁金、号・善室。1654年7月10日（順治11年5月26日） - 1716年3月5日（康熙55年2月12日）。金武御殿四世金武王子朝興に嫁ぐ。
  - 五女 - 宮平翁主：母は本空。童名・思真鍋樽金、号・春光。1655年7月19日（順治12年6月16日） - 1729年1月30日（雍正7年1月2日）。伊江御殿五世伊江王子朝嘉に嫁ぐ。